# Rob Meppelink
Rob Meppelink (Wateringen, 18 januari 1966) is een Nederlands voormalig voetballer en huidig voetbaltrainer.
Hij speelde bij de amateurs van SV VELO (1973-1984), HMSH (1984-1988) en FC Velsenoord (1988-1991). Aansluitend werd hij trainer. Hij was tweemaal trainer van ADO Den Haag. Op 27 maart 2007 werd hij aangesteld als hoofdtrainer van RBC Roosendaal. Op 6 oktober 2008 werd Meppelink ontslagen bij RBC Roosendaal. Dit door tegenvallende prestaties en omdat hij zich kritisch had uitgelaten over de supporters en de club. Vanaf die tijd was Meppelink in dienst bij Swansea City en heeft in de functie van personal trainer een belangrijke rol gespeeld bij de comeback van Ferrie Bodde. In 2012 verkoos hij een baan als assistent bij Chivas Guadalajara in Mexico boven RKVV Westlandia. Op 3 januari 2013 is hij samen met hoofdtrainer John van 't Schip daar ontslagen. In 2014 stapte hij over naar ADO Den Haag. Van juli tot december 2017 was hij bij KRC Genk assistent van trainer Albert Stuivenberg.

## Trainersloopbaan
- 1990/91: AZ (jeugd)
- 1991/96: ADO Den Haag (jeugd)
- 1995/96: ADO Den Haag
- 1996/99: ADO Den Haag (assistent-trainer)
- 1999/00: ADO Den Haag
- 2001/07: RBC Roosendaal (manager voetbalzaken)
- 2007/08: RBC Roosendaal
- 2008/12: Swansea City (personal trainer)
- 2012/13: Chivas Guadalajara (assistent)
- 2014/17: ADO Den Haag (technisch manager & hoofd jeugdopleiding)
- juli 2017 - december 2017: KRC Genk (assistent-trainer)